# David Diaz-Infante

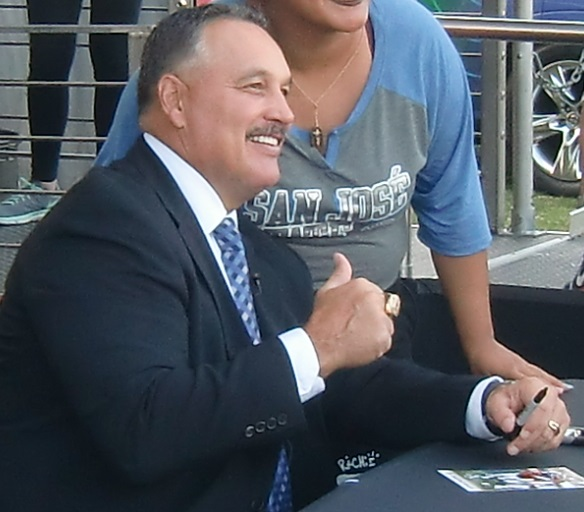
Imagem do ex-jogador de futebol Americano estadunidense David Diaz-Infante.

David Diaz-Infante é um ex-jogador profissional de futebol americano estadunidense que foi campeão da temporada de 1998 da National Football League jogando pelo Denver Broncos.